# Bulbostylis brasiliensis
Bulbostylis brasiliensis är en halvgräsart som beskrevs av Eduard Palla. Bulbostylis brasiliensis ingår i släktet Bulbostylis och familjen halvgräs. Inga underarter finns listade i Catalogue of Life.